# Glycera incerta
Glycera incerta är en ringmaskart som beskrevs av Hansen 1882. Glycera incerta ingår i släktet Glycera och familjen Glyceridae. Inga underarter finns listade i Catalogue of Life.